# Приливная волна зомби
«Приливная волна зомби» (англ. Zombie Tidal Wave; США, 2019) — американский зомби-фильм в жанре ужасы режиссёра Энтони Ферранте, премьера которого состоится 17 августа 2019 года на телеканале Syfy.

## Сюжет
Рыбак Хантер Шоу (Иан Зиринг) борется с океанской вспышкой зомби, которая угрожает прибрежному островному сообществу. Этот мошенник-ветеран-моряк должен возглавить разрозненную группу местных жителей, чтобы раскрыть происхождение пандемии нежити, одновременно сражаясь с растущей численно ордой заражённых, прежде чем она сможет достичь материка.

## В ролях
- Иан Зиринг — Хантер Шоу
- Эрих Тикаси Линцбихлер — Шериф Камео Акони
- Шелтон Джоливетт — Рэй МакКрей
- Чири Кэссиди — Кензи Райт
- Татум Чинигай — Саманта Райт
- Энджи Дик — Таани Акони
- Рэнди Чарач — Марти Дрисколл
- Элиза Д’Соуза — Джада Маккрэй
- Линкольн Беверс — Блейн
- Уилл Джей — Даг

## Производство
18 июля на youtube-канале SYFY WIRE вышел официальный трейлер предстоящего фильма.